# Gabriela Onetto
Gabriela Onetto   (Montevideo, 28 d'octubre de 1963) és una llicenciada en filosofia i escriptora uruguaiana.

## Biografia
Malgrat que va néixer a l'Uruguai, va créixer a Mèxic, país on residiria durant dos llargs períodes: el primer en infància i adolescència / primera joventut; el segon durant la vida adulta. Va estudiar Humanitats Clàssiques en el Col·legi Madrid de Ciutat de Mèxic per a posteriorment llicenciar-se en Filosofia per la Universitat de la República a Montevideo (Generació 83). Allà va fundar una petita productora de vídeo, treballant de guionista i editora abans de dedicar-se a la literatura.
Va ser sòcia del també uruguaià Mario Levrero en Lletres Virtuals (tallers de motivació literària per Internet segons didàctica de Levrero) fins a la mort de l'escriptor el 2004, tasca que ella continuaria dirigint en solitari i que va donar lloc al que ella mateixa anomenaria «mètode no metòdic de l'escola segons Levrero». També porta endavant les seves pròpies propostes de motivació literària i exploració personal al voltant de l'autobiografia, els somnis i la mitologia com a estímuls creatius.
És coordinadora de tallers de motivació literària, presencials i per Internet, des de l'any 2000. Va viure a les ciutats de Guanajuato i Querétaro abans de tenir al seu fill Astor i tornar novament a l'Uruguai a l'abril de 2005.

## Premis i distincions
- Intendencia de Montevideo: Guanyadora de el Premi Juan Carlos Onetti de poesia pel llibre Espiar/Expiar (2014).
- TCQ / Te Cuento Que (7), concurs de minificcions organitzat pel programa La máquina de pensar, Biblioteca Nacional i Antel: Una de les deu mencions atorgades (2013).
- Bayer Schering Pharma / Ediciones Santillana (Uruguai): Menció pel relat La pistolera en el Primer Concurs Internacional de Contes «Historias de mujeres con hormonas» (2007).
- Fondo Estatal para la Cultura y las Artes de Guanajuato / CONACULTA (México): Beneficiària de el programa «estímuls a la creació i al desenvolupament artístic / Creadors amb trajectòria» per escriure la novel·la La ciudad encantada (2003).
- Lange-Taylor Prize / Duke University / The Center for Documentary Studies (Estats Units d'Amèrica): Semifinalista en conjunt amb el fotògraf Ricardo Antúnez per l'assaig ficcionat La Comedia Latinoamericana: turistas y pobladores en América Latina (2003)
- Premio Platero / Club del Libro en Español / Naciones Unidas (Suïssa): Única menció d'honor, atorgada al conte El espíritu del tango (1997).
- Fundación Lolita Rubial / Intendencia Municipal de Lavalleja / Ediciones de la Banda Oriental: Guanyadora del Cinquè Premi Nacional de Narrativa «Narradors de la Banda Oriental» (1997).
- Intendencia de Montevideo / Concurso Literario Municipal: Menció d'honor al llibre Errores de los ángeles y otras leyendas (1996).
- Premio Nacional de Literatura y Artes Plásticas El Búho 2001 (México): Segon lloc per Los funerales dobles (2002).
- Intendencia de Montevideo / Gran Premio 1997: Menció d'honor al llibre Pobres dioses y pobres diablos (1997).
- Segundo Concurso Nacional de Poesía Líber Falco: Primer premi (1996).

## Obra.
- Espiar/Expiar (poesia). Editorial Banda Oriental. Montevideo, 2015.
- Montagú (novel·la). Editorial Trópico Sur. Montevideo, 2014.
- El papel y el placer (antologia). Editorial Irrupciones. Montevideo, 2013 (amb traducció al portuguès, O papel e o prazer, Editorial Beca. Sao Paulo, 2014).
- TCQ/7 (antologia de 100 minificcions seleccionades). Editorial La Máquina de Pensar. Montevideo, 2013.
- 22 mujeres + (antologia). Editorial Irrupciones. Montevideo, 2013.
- Historia de mujeres con hormonas (antologia). Editorial Aguilar/Santillana. Montevideo, juliol de 2008.
- El mar de Leonardi y otras humedades (relats). Ediciones de la Banda Oriental. Montevideo, gener de 1998.
- La Comedia Latinoamericana: turistas y pobladores en América Latina (CD Rom). Gris Ediciones. Montevideo: setembre de 2003.
- Textos literaris en revistes: Marejada (Piriápolis / novembre de 1996), Posdata (Montevideo / març de 1997), Universo de El Búho (Mèxic / setembre de 2002), El Petit Journal (Mèxic / gener i agost de 2005), Dixit (UCU, Montevideo, setembre de 2007).
- Columna mensual, El otro monte, en la revista mexicana Replicante.
- Blog El libro de los pedacitos mágicos (creat 2004, amb motiu de la mort de Mario Levrero).